# La Chapelle-du-Mont-de-France
La Chapelle-du-Mont-de-France este o comună în departamentul Saône-et-Loire, Franța. În 2009 avea o populație de 171 de locuitori.

## Evoluția populației
| An        | 1975 | 1982 | 1990 | 1999 | 2006 | 2009 |
| --------- | ---- | ---- | ---- | ---- | ---- | ---- |
| Populație | 188  | 171  | 175  | 172  | 167  | 171  |